# Bill Keenan
Bill Keenan, född 15 april 1986 i New York i delstaten New York, är en amerikansk tidigare ishockeyspelare. Under sin karriär spelade han bland annat för IF Sundsvall Hockey i HockeyAllsvenskan och EHC Neuwied i Eishockey-Oberliga. Keenan studerade vid Harvard University och spelade i deras hockeylag i den amerikanska collegeligan NCAA.
Keenans bok Odd Man Rush publicerades av Skyhorse Publishing.

## Filmografi (i urval)
| 2020 | Odd Man Rush | Nej | Ja | Ja |  |

## Spelarkarriär
- Harvard University 2005–2009
- Turnhout White Caps 2009–2010
- EHC Neuwied 2009–2010
- Lindlövens IF 2010–11
- Kramfors-Alliansen 2011–2012
- IF Sundsvall Hockey 2011–2012

## Statistik
| 2009–10 | Turnhout White Caps | Eredivisie | 2  | 1  | 4  | 5  | 4   | -  | -  | -  | -  | -  |
| 2009-10 | EHC Neuwied         | Oberliga   | -  | -  | -  | -  | -   | 14 | 15 | 14 | 29 | 28 |
| 2010–11 | Kiekko-Laser        | Mestis     | 2  | 1  | 1  | 2  | 2   | -  | -  | -  | -  | -  |
| 2010-11 | Lindlövens IF       | SWE-3      | 32 | 8  | 2  | 10 | 40  | -  | -  | -  | -  | -  |
| 2011-12 | Kramfors-Alliansen  | SWE-3      | 34 | 22 | 28 | 50 | 117 | -  | -  | -  | -  | -  |
| 2012-13 | IF Sundsvall Hockey | SWE-2      | -  | -  | -  | -  | -   | -  | -  | -  | -  | -  |